# Red TV

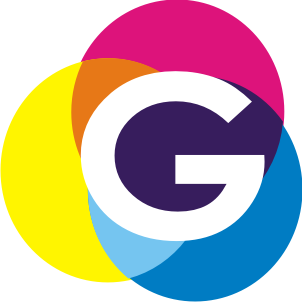
Global TV logo.

Global Televisión är en peruansk TV-kanal som grundades 1986. 

## TV-kanalens slogans
- 1989-1991: Transmitiendo en stéreo... Canal 13, Televisión total (sänder i stereo... Kanal 13 total tv)
- 1991-1992: Cada vez más familiar (varje gång mer bekant)
- 1992-1993: Un canal para todos los gustos (en kanal för alla)
- 1995-2000: Tu nueva televisión (din nya TV)
- 2000-2003: Las estrellas brillan más (stjärnorna lyser mer)